# 25e corps d'armée (France)
Pour les articles homonymes, voir 25e corps d'armée.
Le 25e Corps d'Armée est un corps de l'armée française. Créé par décret du 1er janvier 1871, il n'a été constitué que vers le milieu du mois, à Vierzon. Il est dissous à la fin de la guerre franco-prussienne. Il est brièvement recréé en juin 1940 pendant la bataille de France au début de la Seconde Guerre mondiale.

## Les chefs du25ecorpsd'armée
- 1871 : Général Pourcet

- 1940 : Général Audet
- 1940 : Général Libaud (sl)

## 1871
Le 25e corps a été créé par décret du 1er janvier 1871. Il n'a été constitué que vers le milieu du mois de janvier.
Composition du 25e corps d'armée durant la guerre franco-prussienne, sous le commandement du général Joseph Pourcet.

### Composition
- 1re division sous le commandement du capitaine de vaisseau Émile Marius Bruat[2] (général de division auxiliaire)  
  - 1re brigade sous le commandement du général Hugues Charles Debernard de Seigneurens
    - 74e régiment d'infanterie de marche sous le commandement du lieutenant-colonel Laurence
    - Régiment de marche d'infanterie de marine sous le commandement du lieutenant-colonel Joseph Gilles Ulysse Azan

  - 2e brigade sous le commandement du général Émile Joseph Marie le Mordan de Langourian
    - 75e régiment d'infanterie de marche sous le commandement du lieutenant-colonel Guichard
    - Régiment de fusiliers marins sous le commandement du capitaine de frégate Dubrot

  - Artillerie 
    - 3 batteries de 4

  - Génie
  - une section

- 2e division d'infanterie sous le commandement du général de division [3] puis du général Marie Étienne Emmanuel Bertrand de Chabron
  - 1re brigade sous le commandement du colonel Chaulan 
    - 7e bis bataillon de chasseurs de marche sous le commandement du commandant Dubois
    - 6e bataillon de mobiles du Puy-de-Dôme
    - Légion de mobilisés de l'Isère sous le commandement du lieutenant-colonel Gaubert

  - 2e brigade sous le commandement du colonel Leclaire 
    - 77e régiment d'infanterie de marche sous le commandement du lieutenant-colonel Duval
    - Légion de mobilisés du Gers sous le commandement du lieutenant-colonel Paul Prosper Conchard Vermeil

  - 3e brigade 
    - 3e Légion de mobilisés de la Gironde sous le commandement du lieutenant-colonel Raingot
    - 4e Légion de mobilisés de la Gironde sous le commandement du lieutenant-colonel Pellias

  - Artillerie 
    - 3 batteries de 4

  - Génie
  - une section

- 3e division sous le commandement du général de brigade Jean Baptiste Félix Auguste Ferri Pisani Jourdan de Sainte-Anastase[4]
  - 1re brigade sous le commandement du lieutenant-colonel Laurens
    - 78e régiment d'infanterie de marche sous le commandement du lieutenant-colonel Barbier
    - Légion de mobilisés de la Dordogne

  - 2e brigade sous le commandement du lieutenant-colonel Blot 
    - 79e régiment d'infanterie de marche sous le commandement du commandant Blanc
    - Bataillon de mobilisés de la Côte d'Or

  - 3e brigade sous le commandement du général Bourgeade  
    - 3 Légions de mobilisés des Landes

  - Artillerie 
    - 3 batteries de 4

  - Génie
  - une section

- Division de cavalerie sous le commandement du général Joseph Élie Tripard  
  - 1re brigade sous le commandement du général de Jean-Louis de Bruchard  
    - 9e régiment de dragons de marche sous le commandement du lieutenant-colonel Pierre Louis François Castanier
    - Mobiles de la Dordogne à cheval sous le commandement du lieutenant-colonel de Manfrède Honoré Paul Alexis Camille Bourgoing

  - 2e brigade sous le commandement du général Delhosme  
    - 9e régiment de cavalerie mixte sous le commandement du lieutenant-colonel Masson
    - 10e régiment de cavalerie mixte sous le commandement du lieutenant-colonel Hélion Jacques François de Barbançois
    - Escadron d'éclaireurs à cheval des Deux-Sèvres

- Réserve d'artillerie  sous le commandement du chef d'escadron Vidal 
  - 3 batteries de 12
  - 2 batteries à cheval
  - 2 batteries de mitrailleuses des mobiles des Basses-Pyrénées

## Seconde Guerre mondiale
Le 25e CA est recréé le 1er juin 1940, avec les éléments organiques suivantes :
- 625e régiment de pionniers (ex-602e régiment de pionniers)[6]
- 125e régiment d'artillerie lourde automobile (ex-102e régiment d'artillerie lourde hippomobile)
- 125e compagnie d'ouvriers (d'artillerie)
- 125e section de munitions automobiles
- Compagnies de sapeurs-mineurs 128/1 et 128/2
- Compagnie équipage de ponts 128/16
- Compagnie de parc du génie 128/21
- Compagnie de télégraphie 128/81
- Compagnie radio 128/82
- Compagnie de transport général 375/11
- Compagnie automobile de transport 399/11
- Groupe d'exploitation 125/2 (ex-groupe d'exploitation du 2e corps d'armée)[6]
- Compagnie de ravitaillement en viande 225/2
- 25e ambulance médicale hippomobile
- 125e ambulance chirurgicale légère
- 25e groupe sanitaire de ravitaillement hippomobile
- 25e section hygiène, lavage, désinfection

La 85e division d'infanterie d'Afrique, la 241e division légère d'infanterie et la 4e division cuirassée lui sont rattachées le 6 juin. Le groupement de Bazelaire (restes des 13e, 16e et 24e DI et de la 4e DIC) lui est rattaché le 15.
Le corps combat jusqu'au cessez-le-feu du 25 juin.

## Sources et bibliographie
- Lieutenant-colonel Léonce Rousset, Histoire générale de la guerre franco-allemande (1870-1871), Paris, Librairie Illustrée, en six tomes.
- Service historique de l'Armée, Les grandes unités françaises : historiques succincts (GUF), vol. 1, Imprimerie nationale, 1967 (lire en ligne).